# Яковлев, Павел Филиппович
Павел Филиппович Яковлев (1853—1921) — русский художник-жанрист.

## Биография
Родился в селе Боринские Заводы Липецкого уезда Тамбовской губернии 15 декабря 1853 года[по какому календарю?].
Первоначальные художественные навыки приобрёл в уездном училище в Задонске. В 1865 году приехал в Москву, где занимался в иконописной мастерской. В 1867 году поступил в Московское училище живописи, ваяния и зодчества, учился у  В. В. Пукирева; пользовался покровительством инспектора училища К. А. Трутовского; особое влияние на него в годы учёбы оказал В. Г. Перов. В 1870 году за картину «Убийство на большой дороге» получил стипендию и мастерскую от МУЖВиЗ, а также был освобождён от рекрутской повинности. Получал также стипендию от К. Т. Солдатенкова. С 1872 года стал участвовать в выставках МУЖВиЗ. В 1874 году за эскиз картины «Братья-разбойники» на сюжет поэмы А. С. Пушкина получил денежную премию. В 1875 году за картину «На пожарище» был награждён большой серебряной медалью. Из-за нехватки средств в 1877 году был вынужден уйти из училища.
До 1884 года жил в Воронеже, но в конце 1870-х годов совершил поездку по России, собирая материал для картины «После градобития» («Крестьянин в поле»).
В 1884 году вернулся в Москву. Входил в состав Правления Общества художников исторической живописи, участвовал в двух выставках общества, в 1896 и 1898 годах. В 1891 году устроил выставку одной картины «Нет пощады» в залах Московского общества любителей художеств.
В 1900-х годах давал частные уроки, работал как книжным и журнальным иллюстратором; в 1906—1913 годах сотрудничал в издании «Дневник писателя» (с 1910 — «Светоч и дневник писателя»), выполнил иллюстрации к произведениям Р. Киплинга (1909), А. В. Жиркевича (1915–1916). Создал портреты актеров Л. Н. Гейтен (1893), Д. В. Гарина-Виндинга (1905), О. А. Правдина (1912), шаржи на актера В. Н. Андреева-Бурлака (1880-е).
В 1908 году в Москве состоялась его персональная выставка
В 1910-х годах он занимался росписями и реставрацией храмовых плафонов: в 1910–1913 гг. участвовал в росписи купола храма в имении писателя Н. А. Чаева в Костромской губернии, в 1912 году — плафона Иверской часовни на Красной площади в Москве. Участвовал в выставках Боголюбовского рисовального училища и Казанской художественной школы.
Умер в 1921 году.
Работы П. Ф. Яковлева хранятся в Государственной Третьяковской галерее, Государственном Русском музее и других собраниях произведений живописи России и Ближнего Зарубежья.